# Київський Фестиваль Вогню
Київський Фестиваль Вогню (Kiev FIRE Fest, KFF) — вогняне шоу, що влаштовується щорічно у місті Києві починаючи з 2007 року.

## KFF для глядачів
Це єдиний шанс у році побачити повноцінне шоу вогню в максимально його розкритому вигляді, адже на фестивалі виступають найкращі і різножанрові колективи! Крім вогненного шоу на фестивалі представлені циркове мистецтво і театралізовані вистави, альтернативна сцена, конкурс графіті, ярмарок циркового, вогненного і театрального реквізиту, школи барабанів і школи вогню!

## KFF для фаєрщиків
Це можливість навчатися у найкращих майстрів вогняного жанру, провести кілька днів у лісовому пансіонаті серед сотень таких же фанатів своєї справи, показати себе в сольному виступі або зловити оплески в фаєрбаттлах, свій театр показати і на інші подивитися, але найголовніше - зануритися в особливу атмосферу, яка з'являється тільки раз на рік, і її ім'я - Kiev FIRE Fest!
Популярність KFF у світі досягла того рівня, коли в Києві збираються вогняні люди дійсно з усіх куточків землі!Організатори Київського Фестивалю Вогню створили майданчик для обміну досвідом для заходу і сходу, що історично характерно для України, але вперше було застосовано в подібній сфері.